# Bệnh dịch hạch Mãn Châu

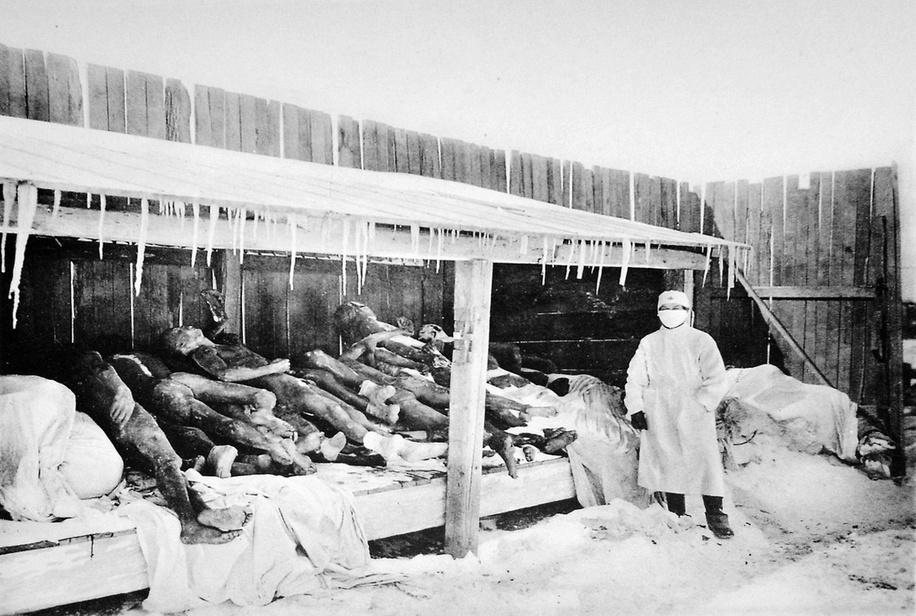
Nạn nhân của bệnh dịch hạch Mãn Châu, khoảng năm 1910.

Bệnh dịch hạch Mãn Châu là một bệnh dịch hạch thể phổi xảy ra trong khoảng thời gian từ 1910 đến 1911. Bệnh này lây lan chủ yếu ở khu vực Mãn Châu, một số trường hợp được báo cáo ở Bắc Kinh và Thiên Tân. Do không có vắc-xin, bệnh dịch hạch này rất nguy hiểm. Ước tính 60.000 người tử vong, bao gồm cả bác sĩ và y tá.

## Lịch sử
Bệnh dịch hạch được cho là có nguồn gốc từ một loại rái cá cạn bị viêm phổi do vi khuẩn. Ở Mãn Châu, những con rái cá cạn này bị săn lùng để lấy lông. Đây là một căn bệnh lây lan qua đường không khí cực kỳ nguy hiểm, với tỷ lệ tử vong gần như là 100%. Sự lây lan của nó ngày càng nghiệm trọng khi nhóm thợ săn hay tụ tập và những người lao động di chuyển trở về quê nhân dịp Tết Nguyên đán.
Bác sĩ Ngũ Liên Đức (伍連德, Wu Lien-teh) tại Đại học Cambridge là người chỉ đạo các hành động nhằm chấm dứt bệnh dịch, thúc đẩy phong tỏa và yêu cầu đeo khẩu trang vải.  Tháng 4 năm 1911, ông cũng triệu tập Hội nghị về bệnh dịch hạch quốc tế tại Thẩm Dương. Đây là sự kiện lớn, quy tụ nhóm các nhà khoa học quốc tế liên quan đến kiểm soát dịch bệnh.
Chính phủ Trung Quốc cũng kêu gọi các bác sĩ nước ngoài đến để hỗ trợ cứu chữa, một số bác sĩ đã hy sinh do mắc chính căn bệnh này. Tại Cáp Nhĩ Tân, bác sĩ Pháp Gérald Mesny (Đại học Y khoa Hoàng gia ở Thiên Tân) có tranh luận về khuyến nghị của bác sĩ Ngũ trong vấn đề đeo khẩu trang; Vài ngày sau, bác sĩ người Pháp này qua đời do ông đến thăm khám bệnh nhân nhưng không đeo khẩu trang. Một vị bác sĩ khác là Arthur F. Jackson, 26 tuổi, một bác sĩ truyền giáo của Giáo hội Tự do Scotland. Sau khi kiểm tra và cách ly hàng trăm người lao động nghèo, ông mắc bệnh trong 8 ngày và qua đời tại Thẩm Dương.
Khi dịch bệnh kết thúc, tổng số người chết lên tới khoảng 60.000 người. Các thành phố bị ảnh hưởng nặng nề nhất là Trường Xuân, Cáp Nhĩ Tân và Thẩm Dương. Có trường hợp được tìm thấy ở Bắc Kinh và Thiên Tân.

## Ý nghĩa của dịch đối với y học thế giới

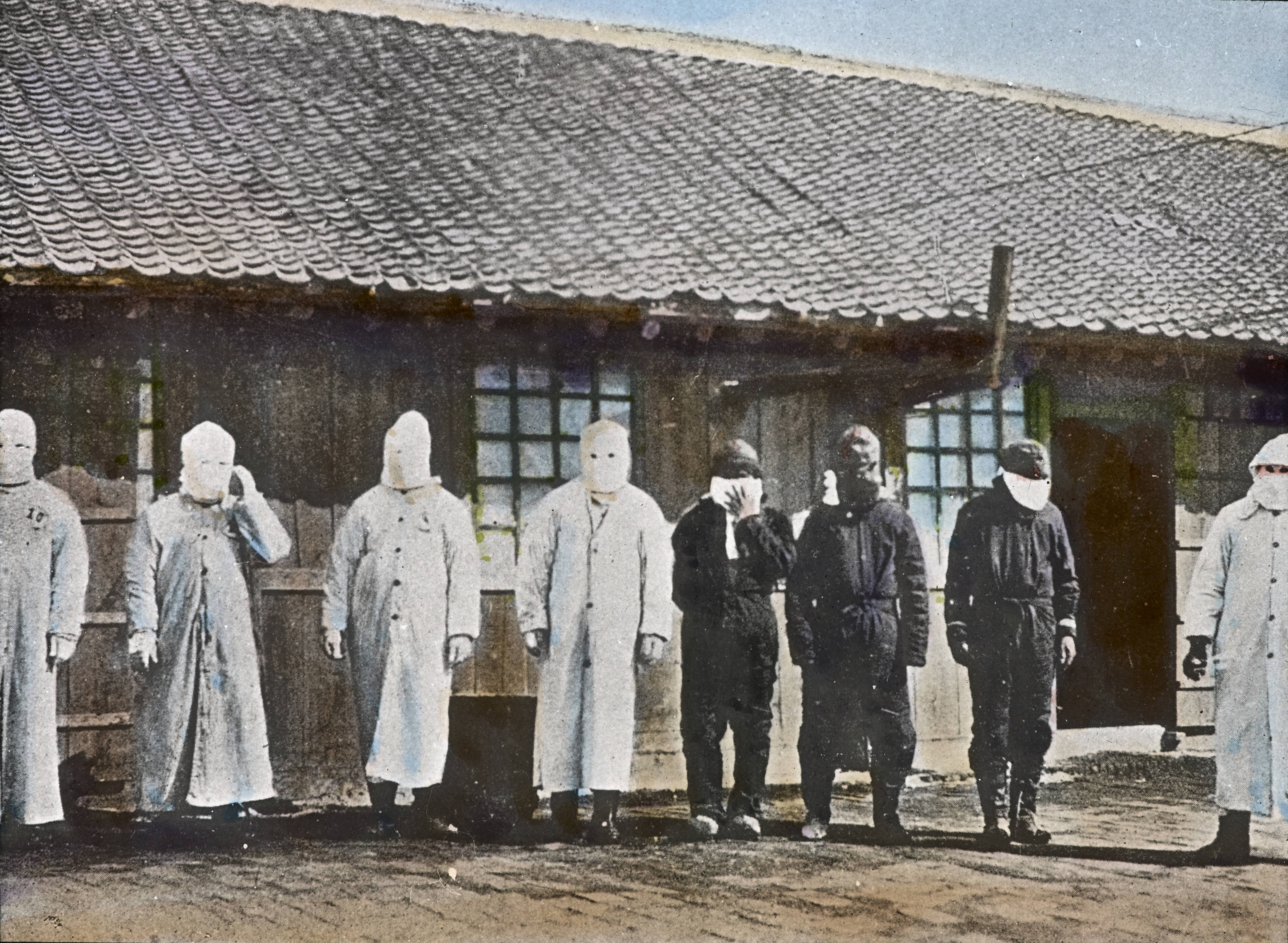
Công nhân mặc thiết bị bảo hộ cá nhân

Bệnh dịch hạch Mãn Châu được nhấn mạnh tầm quan trọng của phản ứng y tế đa quốc gia, là tiền đề quan trong trong việc thành lập Tổ chức Y tế Thế giới.  Đeo khẩu trang vải cho các bác sĩ, y tá, bệnh nhân và một phần dân số lần đầu tiên được coi là một biện pháp ngăn chặn dịch bệnh.  Dịch bệnh này cũng có ảnh hưởng trong việc thiết lập sử dụng các thiết bị bảo hộ cá nhân nhằm ngăn chặn sự lây lan của bệnh tật, là tiền đề để tạo ra bộ quần áo chống chất nguy hiểm (hazmat suit) hiện nay.
Sự phối hợp và biện pháp phòng ngừa nêu trên cũng được áp dụng trong các dịch bệnh truyền nhiễm khác như dịch Ebola ở Tây Phi (2013-2016 )  và đại dịch COVID-19 (2019-?).